# Boccone del Povero (Favara)
Il Boccone del Povero è una casa religiosa di Favara in provincia di Agrigento, appartenente alla congregazione dei missionari servi dei poveri. Annessa ad essa si trova la chiesa dell'Immacolata Concezione.

## Storia
Fatto edificare per volere del barone Antonio Mendola, i lavori iniziarono nel 1889 e terminarono nel 1892. L'edificio venne consacrato l'8 settembre dello stesso anno.

## Descrizione
Il vasto edificio, con chiesa al centro e ali laterali, si presenta in stile eclettico d'architettura neogotica con elementi classici come i peristili davanti agli ingressi delle ali.

## Chiesa dell'Immacolata Concezione
La chiesa dell'Immacolata Concezione è un edificio religioso di Favara facente parte del complesso dell'istituto Boccone del Povero.
L'interno è decorato con stucchi in stile neoclassico e custodisce la tomba del fondatore barone Antonio Mendola.